# دورس غرونباين
دورس غرونباين Durs Grünbein (ولد في دريسدن في 9 أكتوبر 1962) شاعر وصحفي ومترجم ألماني.

## حياته
بدأ غرونباين دراسة علوم المسرح في جامعة هومبولت في برلين, إلا أن قطعها في عام 1987. ثم عمل بعد ذلك محررا في العديد من المجلات. وبعد انهيار جدار برلين وتوحيد الألمانيتين في نهاية الثمانينات, قام بالعديد من الرحلات عبر أوروبا وإلى جنوب شرق آسيا وإلى الولايات المتحدة الأمريكية. ويقيم غرونباين حاليا في برلين متفرغا للكتابة.
وهو عضو في أكاديمية الفنون في برلين وبراندنبرج, وفي أكاديمية اللغة والفن الأدبي, وفي الأكاديمية الحرة للفنون في لايبزغ, وفي أكاديمية الفنون في زاكسن.

## جوائز حصل عليها
- 1992: جائزة الأدب التشجيعية من مدينة بريمن
- 1993: جائزة نيكولاس بورن من مؤسسة هوبرت بوردا
- 1995: جائزة بيتر هوخل
- 1995: جائزة جيورج بوشنر
- 2000: الجائزة الأدبية من مدينة ماربورج
- 2000: بريميو نونينو Premio Nonino
- 2001: الجائزة الأدبية لقصر لويْك
- 2004: جائزة فريدريش نيتشه من ولاية زاكسن أنهالت
- 2005: جائزة فريدريش هولدرلين من مدينة باد هومبورج
- 2006: جائزة برلين الأدبية

## من أعماله
- عن الجانب الشرير 1994 (قصائد)
- بعد الهزليات 1999 (قصائد)
- لم الحياة بلا كتابة 2003 (مجموعة مقالات)
- من كل قلبي 2004

## روابط خارجية
- دورس غرونباين على موقع IMDb (الإنجليزية)
- دورس غرونباين على موقع مونزينجر (الألمانية)
- دورس غرونباين على موقع ديسكوغز (الإنجليزية)
- دورس غرونباين على موقع كينوبويسك (الروسية)